# The Little Peacemaker (film 1909)
The Little Peacemaker è un cortometraggio muto del 1909. Il nome del regista non viene riportato nei credit.

## Produzione
Il film fu prodotto dalla Essanay Film Manufacturing Company.

## Distribuzione
Il film - un cortometraggio della lunghezza di 137 metri - uscì nelle sale cinematografiche USA il 16 giugno 1909.
Nelle proiezioni, veniva programmato con il sistema dello split reel, accorpato in un'unica bobina con un altro cortometraggio prodotto dall'Essanay, la commedia A Hustling Advertiser.